# Runchomyia cerqueirai
Runchomyia cerqueirai är en tvåvingeart som först beskrevs av Stone 1944.  Runchomyia cerqueirai ingår i släktet Runchomyia och familjen stickmyggor. Inga underarter finns listade i Catalogue of Life.